# طرق هيكلة المشكلات

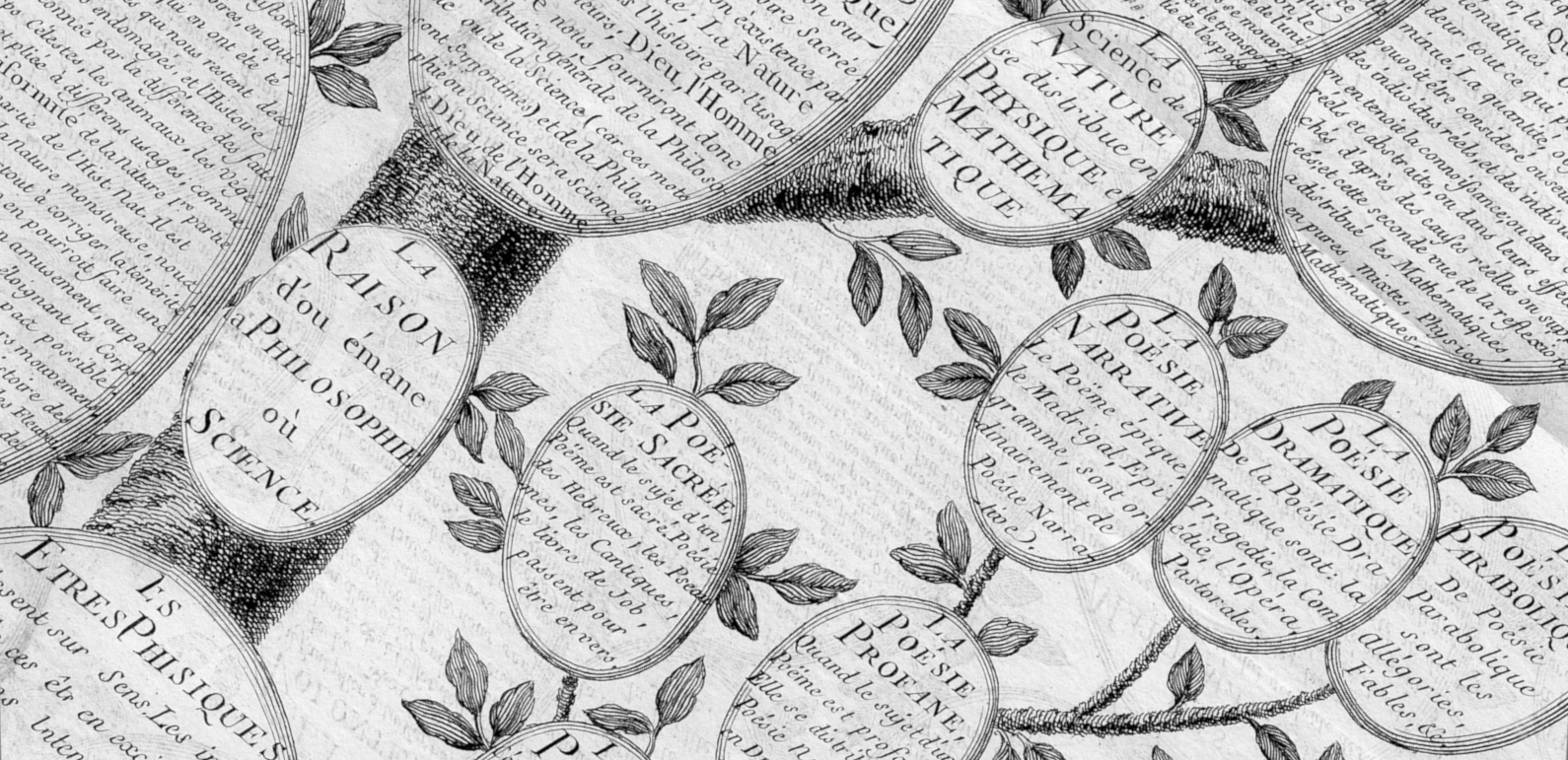
تفاصيل شجرة المعرفة بعد موسوعة ديدرو ودالمبيرت، بقلم كريتيان فريديريك غيوم روث

طرق هيكلة المشكلات (بالإنجليزية: Problem structuring methods (PSMs))‏، هي مجموعة من التقنيات المستخدمة لنمذجة أو رسم خرائط لطبيعة أو هيكلية حالة ما أو حالة الأمور والتي قد يريد بعض الأشخاص أن يقومو بتغييرها. طرق هيكلة المشكلات هي بالعادة تستخدم من قبل مجموعة من الأشخاص بطريقة تضافر (بدلاً من انفرادية الفرد) لخلق قرار بالإجماع حول أو على الأقل لتسهيل نقاشات حول ماذا يجب أن يتم تغييره. بعض طرق هيكلة المشكلات التي تم تبنيها تتضمن طريقة الأنظمة اللينة (SSM) وطريقة الخيار الاستراتيجي (SCA) وطريقة تطوير وتحليل الخيارات الاستراتيجية (SODA).